# Жаманколь (озеро, Северо-Казахстанская область)
Жаманколь (каз. Жаманкөл) — озеро в Есильском районе Северо-Казахстанской области Казахстана. Находится к западу от села Заградовка.
По данным топографической съёмки 1940-х годов, площадь поверхности озера составляет 3,37 км². Наибольшая длина озера — 2,3 км, наибольшая ширина — 1,8 км. Длина береговой линии составляет 7,1 км, развитие береговой линии — 1,1. Озеро расположено на высоте 154,3 м над уровнем моря.